# 松岡由幸
松岡 由幸（まつおか よしゆき、1955年 - ）は、日本のデザイン科学者。博士（工学）。慶應義塾大学名誉教授、早稲田大学客員教授。デザイン塾主宰。

多空間デザインモデル、Ｍメソッド、創発デザイン、分析・発想・評価で構成されるデザイン思考モデルなどのデザイン科学の基礎となるデザイン理論・方法論を構築している。また、デザイン・設計の理論・方法論に時間軸を組み込むタイムアクシスデザインも提唱している。

## 略歴
＜主な出典：＞
- 1955年 - 山口県下関生まれ
- 1962年 - 下関市立生野小学校入学
- 1963年 - 津和野町立津和野小学校転入
- 1965年 - 山陽町立厚狭小学校転入
- 1968年 - 山陽町立厚狭中学校入学
- 1970年 - 下関市立山の田中学校転入
- 1971年 - 下関市立山の田中学校卒業
- 1974年 - 山口県立下関西高等学校卒業
- 1979年 - 早稲田大学理工学部機械工学科卒業
- 1979年 - ＧＫデザイン研究所（1980年まで）
- 1980年 - 野村総合研究所（本州四国架橋プロジェクト）嘱託研究員（1980年まで）
- 1982年 - 千葉大学大学院工学研究科工業意匠学専攻修士課程修了
- 1982年 -  日産自動車入社（1996年まで）
- 1993年 -  千葉大学工学部工業意匠学科非常勤講師（2005年まで）
- 1996年 - 慶應義塾大学理工学部機械工学科専任講師，助教授（1998年），教授（2003年)
- 1998年 - 慶應義塾大学理工学部 兼大学院理工学研究科機械工学専攻助教授
- 1999年 - 慶應義塾大学大学院理工学研究科総合デザイン工学専攻助教授，教授（2003年)
- 2001年 - 東京工業大学工学部機械知能システム工学科非常勤講師（2012年まで）
- 2001年 - 筑波大学客員研究員（2002年まで）
- 2002年 - イリノイ工科大学大学院デザイン研究所客員フェロー（2003年まで）
- 2004年 - 慶應義塾大学理工学部 兼大学院理工学研究科総合デザイン工学教授
- 2004年 - デザイン塾主宰
- 2006年 - 慶應義塾大学21世紀COEプログラム先端デザインスクールリーダー（2009年まで）
- 2007年 - 一般社団法人 日本機械学会フェロー
- 2011年 - 特定非営利活動法人 横断型基幹科学技術研究団体連合理事（2017年まで）
- 2016年 - 一般社団法人 日本デザイン学会会長（2020年まで）
- 2017年 - 公益社団法人 日本設計工学会副会長
- 2017年 - 公益社団法人 日本工学会フェロー
- 2020年 - 拓殖大学工学部非常勤講師[2]
- 2020年 - 早稲田大学客員教授
- 2021年 - 慶應義塾大学名誉教授
- 2022年 - 愛知県立芸術大学 美術部非常勤講師

## 著作

### 単著・編著
- 『製品開発のための統計解析学』共立出版 2006年
- 『もうひとつのデザイン――その方法論を生命に学ぶ』共立出版 2008年
- 『デザインサイエンス――未来創造の”六つ”の視点』丸善出版 2008年

- 『図解 形状設計ノウハウハンドブック――デザイン科学が読み解く熟練設計者の知恵と工夫』日刊工業新聞社 2010年
- 『Design Science―― ”Six Viewpoints” for the Creation of Future』（『デザインサイエンス』の翻訳書） Maruzen 2010年
- 『タイムアクシス・デザインの時代――世界一やさしい国のモノ・コトづくり』丸善出版 2012年
- 『創発デザインの概念』 共立出版 2013年
- 『Mメソッド = M method――多空間のデザイン思考』近代科学社 2013年
- 『創発デザインの概念 = CONCEPT OF EMERGENT DESIGN』共立出版 2013年
- 『디「자인 사이언스 - 미래 디자인을 위한 여섯 가지 관점과 창조적 실험(『デザインサイエンス』韓国語版)』 사회평론아카데미，2016年
- 『モノづくり×モノづかいのデザインサイエンス――経営戦略に新価値をもたらす10の知恵[注釈 2]』近代科学社 2017年
- 『プラスチックの逆襲 = The Avenging Plastics』青木弘行共編 丸善プラネット 2017年
- （監修）『デザイン科学概論――多空間デザインモデルの理論と実践』慶應義塾大学出版会 2018年
- 『デザイン科学事典』（日本デザイン学会編，編集委員長），丸善出版，2019年
- 『形状設計ノウハウ集――熟練設計者の頭の中にある,知恵と工夫を教えます』近代科学社Digital 2021年

### 共著
- 『最適デザインの概念』宮田悟志共著 共立出版 2008年
- 『ロバストデザイン――「不確かさ」に対して頑強な人工物の設計法』加藤健郎共著 森北出版 2013年